# Submillimeter Telescope

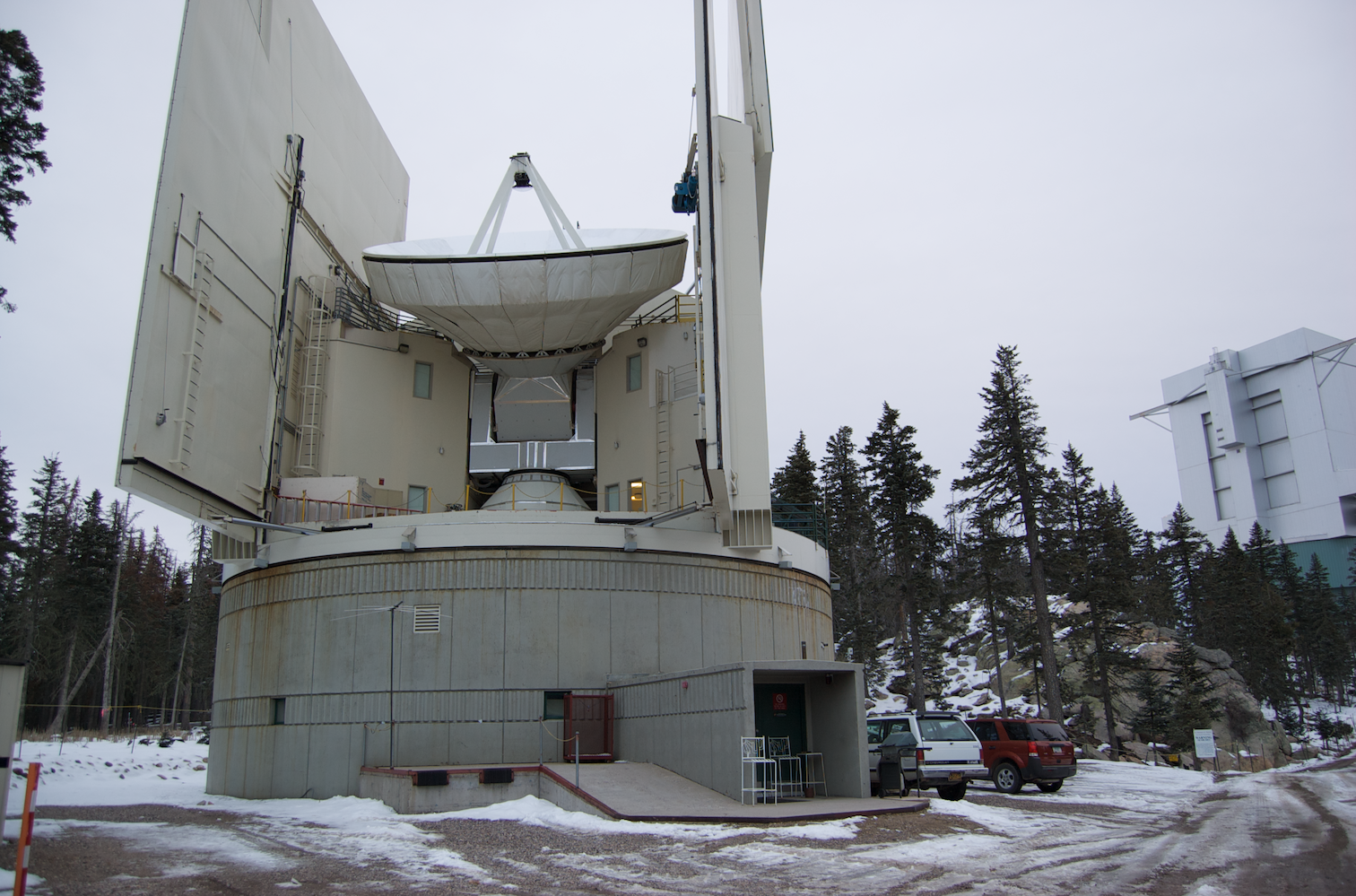
Heinrich-Hertz-Teleskop bzw. Submillimeter Telescope

Das Heinrich-Hertz-Teleskop (HHT), heute Submillimeter Telescope (SMT), ist ein Radioteleskop für Beobachtungen im Submillimeter-Wellenlängenbereich, mit Standort auf dem Mount Graham in den USA.
Das Teleskop wurde gemeinsam vom Max-Planck-Institut für Radioastronomie und dem Arizona Radio Observatory (ARO) der University of Arizona errichtet und 1993 in Betrieb genommen. Es verfügt über Empfänger für den Millimeter- und Submillimeterbereich bis hinunter zu 0,45 mm Wellenlänge. Die Schüssel mit Durchmesser 10 Meter befindet sich in einem Gebäude zum Schutz vor Wettereinflüssen, Dach und Vorderseite können zur Beobachtung geöffnet werden. Am Standort ist, aufgrund der Höhe von 3186 m, störender atmosphärischer Wasserdampf stark verringert, die Beobachtungsqualität ist jedoch nicht mit höheren Observatorien wie dem Mauna-Kea-Observatorium oder dem Standort von Atacama Pathfinder Experiment vergleichbar. Inzwischen wird das Teleskop allein vom ARO betrieben.
Es ist Teil des Event Horizon Telescope Projekts und war eines der Teleskope des weltweiten Netzwerks, mit dem 2017 (veröffentlicht im April 2019) die ersten direkten Bilder eines schwarzen Lochs gelangen.

## Technische Details
- Das Gesamtgewicht des Submillimeter-Teleskops beträgt 135 Tonnen.
- Die Spiegelfläche des Teleskops wird von 176 Paneelen gebildet, deren Durchmesser 10 Meter beträgt.
- Es verfügt über Empfänger für den Millimeter- und Submillimeterbereich von 0,7 – 4 mm.
- Positionierungsgenauigkeit am Himmel: 2–3 Bogensekunden
- Auflösung am Himmel bei 1 mm Wellenlänge: 17 Bogensekunden